# Sam Bartram
Pour les articles homonymes, voir Bartram.
Sam Bartram est un footballeur anglais né le 22 janvier 1914 à South Shields et décédé le 17 juin 1981 qui évoluait au poste de gardien de but.

## Biographie
L'histoire de Sam Bartram, est l'une des plus belles du football anglais. Au début de sa carrière, il évoluait dans un petit club amateur et jouait au poste de milieu défensif. Un jour on lui apprit qu'un recruteur du Charlton Athletic, grand club de sa région venait superviser son équipe lors d'un match amical. Il se prépara alors avec sérieux pour être repéré par le recruteur. Il fit la première mi-temps, et le recruteur ne l'avait pas remarqué, mais en seconde période le gardien de son équipe se blessa, et comme il n'y avait pas de remplaçant, l'entraîneur le désigna comme gardien de but de secours. Bartram qui n'avait bien sûr jamais joué à ce poste, se plaça dans les cages, déçu d'avoir manqué l'occasion de se faire repérer par le recruteur. Cependant, il était loin de se douter de ce qui était en train de se passer. Il multiplia les arrêts, et les parades extraordinaires, c'était une véritable muraille ! Si bien qu'à la fin du match, le recruteur tenait absolument à le faire signer à Charlton, mais en tant que gardien, et non en tant que milieu défensif. Bartram, stupéfait, accepta. Il se rendit alors à Charlton ou il évolua comme gardien de but pendant 22 saisons, de 1934 à 1956.
Le 25 décembre 1937, le match entre Charlton et Chelsea a été interrompu à cause d’un épais brouillard. Sam Bartram, gardien de Charlton a continué à jouer sans se rendre compte qu'il était tout seul. C’est un policier qui le retrouva sur le terrain 20 minutes plus tard.